# محمد رشيد العويد
محمد رشيد العويد، أبو البراء، (1947 - 15 يناير 2021م / 2 جمادى الآخرة 1442 هـ)، داعية إسلامي سوري مقيم بدولة الكويت، والد المغني السوري نجم قناة طيور الجنة براء العويد.

## المؤهلات العلمية
- ليسانس اللغة العربية وآدابها من جامعة حلب 1971،
- دبلوم التربية من جامعة دمشق 1972 ،
- دبلوم الدراسات العليا من جامعة عين شمس في القاهرة عام 1974م، وكان عنوان رسالة الماجستير: أسلوب الحوار في القرآن الكريم.
- الدكتوراه الفخرية من الجامعة الدولية في القاهرة 2014 .

## أعماله ومناصبه
عمل في الصحافة الكويتية وكان مديراً لتحرير عدد من المجلات الأسبوعية والشهرية، ومنها مجلة "النور" التي ما ظل مديراً لتحريرها منذ عام 1983 .

## برامج أعدها أو قدمها
- "العائلة السعيدة" في قناة المجد .
- "3 دقائق فقط" في قناة المجد .
- "القلب الكبير" في قناة اقرأ .
- "لعلهم يتفكرون" في تلفزيون الكويت .
- "قوت القلوب" في تلفزيون الكويت .
- "بيوت تدخلها الملائكة" في تلفزيون الكويت .

## برامج تلفزيونية استضيف فيها
- برنامج “استشارات” محطة دبي الفضائية
- برنامج “الإسلام وقضايا الحياة المعاصرة” محطة الكويت الفضائية.
- برنامج “البيوت السعيدة” محطة راديو وتلفزيون العرب
- برنامج “الهمس جهراً” محطة الكويت الفضائية.
- برنامج “المنبر الحر” محطة راديو وتلفزيون العرب.
- برنامج “المنبر الحر” محطة راديو وتلفزيون العرب
- برنامج “بيوت الأنبياء” محطة اقرأ الفضائية.
- برنامج “رسائل الإخاء” محطة تلفزيون الكويت.

## مؤتمرات وندوات شارك فيها
- مؤتمر “الحريات: الواقع والضوابط” بكلية الشريعة – جامعة الكويت.
- مهرجان المدينة المنورة الثالث.
- مهرجان المدينة المنورة الرابع.
- الدورة الإعلامية الأولى – جمعية المعلمين الكويتية.

## مؤلفاته
صدر له أكثر من ثمانين مؤلفاً، معظمها كتيبات صغيرة في المرأة والأسرة، منها:
- حوار مع صديقي الزوج،
- حوار مع أختي الزوجة،
- حتى يكون الزواج سكناً،
- محاورات زوجي،
- رسالة إلى حواء، 6 أجزاء
- رسالة إلى مؤمنة، مجلدان
- من أجل تحرير حقيقي للمرأة،
- جولات في روضات الجنات،
- مذكرات زوجة سعيدة،
- مشكلات تربوية في حياة طفلك،
- قالت لي جدتي،
- همسات السعادة،
- أيها المتزوجون كيف تسعدون،
- افهمها حتى لا تظلمها،
- افهميه حتى لا تظلميه،